# Benjamin Mitchell
Benjamin Mitchell (Gold Coast, 30 november 1992) is een Australische tennisspeler. Hij heeft nog geen ATP-toernooi gewonnen. Wel deed hij al mee aan Grand Slams. Hij heeft één challenger in het enkelspel en twee challengers in het dubbelspel op zijn naam staan.

## Palmares

### Palmares enkelspel
| Nr.                  | Datum           | Toernooi | Ondergrond | Tegenstander in finale | Score         |
| -------------------- | --------------- | -------- | ---------- | ---------------------- | ------------- |
| Gewonnen challengers |                 |          |            |                        |               |
| 1.                   | 8 november 2015 | Canberra | Hardcourt  | Luke Saville           | 5-7, 6-0, 6-1 |

### Palmares dubbelspel
| Nr.                              | Datum           | Toernooi  | Ondergrond    | Partner            | Tegenstanders in finale      | Score    |
| -------------------------------- | --------------- | --------- | ------------- | ------------------ | ---------------------------- | -------- |
| Gewonnen challengers herendubbel |                 |           |               |                    |                              |          |
| 1.                               | 21 oktober 2013 | Melbourne | Hardcourt     | Thanasi Kokkinakis | Alex Bolt Andrew Whittington | 6-3, 6-2 |
| 2.                               | 1 maart 2015    | Kioto     | Hardcourt (I) | Jordan Thompson    | Go Soeda Yasutaka Uchiyama   | 6-3, 6-2 |

## Prestatietabellen
| Legenda | Legenda                          |
| ------- | -------------------------------- |
| g.t.    | geen toernooi gehouden           |
| l.c.    | lagere categorie                 |
| –       | niet deelgenomen                 |
| G       | uitgeschakeld in de groepsfase   |
| 1R      | uitgeschakeld in de eerste ronde |
| 2R      | uitgeschakeld in de tweede ronde |
| 3R      | uitgeschakeld in de derde ronde  |
| 4R      | uitgeschakeld in de vierde ronde |
| KF      | uitgeschakeld in de kwartfinale  |
| HF      | uitgeschakeld in de halve finale |
| F       | de finale verloren               |
| W       | het toernooi gewonnen            |
| w-v     | winst/verlies-balans             |

### Prestatietabel (Grand Slam) enkelspel
| Grandslamtoernooien   |     |      |        |
| Australian Open       | 1R  | 1R   | 0-2    |
| Roland Garros         | –   | –    | 0-0    |
| Wimbledon             | –   | –    | 0-0    |
| US Open               | –   | –    | 0-0    |
| Winst-verlies         | 0–1 | 0–1  | 0-1    |
| ATP World Tour Finals |     |      |        |
| ATP World Tour Finals | –   | –    | 0-0    |
| Olympische Spelen     |     |      |        |
| Olympische Spelen     | –   | g.t. | 0-0    |
| Statistieken          |     |      |        |
| Totaal aantal titels  | 0   | 0    | 0      |
| Totaal winst-verlies  | 0-2 | 0-2  | 0-4    |
| Eindejaarsranking     | 273 | 272  | n.v.t. |

### Prestatietabel (Grand Slam) dubbelspel
| Grandslamtoernooien   |      |     |      |      |        |
| Australian Open       | 1R   | 1R  | 2R   | 1R   | 1-4    |
| Roland Garros         | –    | –   | –    | –    | 0-0    |
| Wimbledon             | –    | –   | –    | –    | 0-0    |
| US Open               | –    | –   | –    | –    | 0-0    |
| Winst-verlies         | 0–1  | 0–1 | 1–1  | 0–1  | 1-4    |
| ATP World Tour Finals |      |     |      |      |        |
| ATP World Tour Finals | –    | –   | –    | –    | 0-0    |
| Olympische Spelen     |      |     |      |      |        |
| Olympische Spelen     | g.t. | –   | g.t. | g.t. | 0-0    |
| Statistieken          |      |     |      |      |        |
| Totaal aantal titels  | 0    | 0   | 0    | 0    | 0      |
| Eindejaarsranking     | 1140 | 592 | 541  | 488  | n.v.t. |